# Komu zvoní hrana
Komu zvoní hrana (anglicky For Whom the Bell Tolls) je román z občanské války ve Španělsku napsaný Ernestem Hemingwayem a vydaný poprvé v roce 1940. Česky vyšel román poprvé v roce 1946 v překladu Aleny Sonkové a Zory Zinkové.
Název knihy byl inspirován verši anglického renesančního básníka Johna Donna, které napsal roku 1624: „Žádný člověk není ostrov sám pro sebe; každý je kus nějakého kontinentu, část nějaké pevniny; jestliže moře spláchne hroudu, je Evropa menší, jako by to byl nějaký mys, jako by to byl statek tvých přátel nebo tvůj : smrtí každého člověka je mne méně, neboť jsem část lidstva. A proto se nikdy nedávej ptát, komu zvoní hrana. Zvoní tobě.“

## Děj
Děj se odehrává za občanské války ve Španělsku. Hlavní postavou je mladý americký profesor španělštiny Robert Jordan, dobrovolník republikánské armády, který je vyslán za frontu, aby se ujal velení partyzánské skupiny s úkolem zabránit přesunu nepřátelských sil. Z jeho pohledu jsou popisovány charaktery a osudy jednotlivých španělských partyzánů. Na tomto půdorysu Hemingway vyobrazuje zvířecké činy, kterých se obě znepřátelené strany za španělské války dopouštěly. Na tomto krutém pozadí se však rozvíjí příběh lásky Roberta a mladé partyzánky Marii.
Mezi další postavy patří španělská dívka Maria, dcera republikánského starosty zavražděného fašisty, do níž se Robert zamiluje, původní velitel partyzánské skupiny Pablo se svou bojovnou a vůdčí manželkou Pilar, prostý, ale moudrý starý lovec Anselmo, sovětští agenti Karkov a Golz, nepříliš schopný partyzán Rafael cikánského původu či El Sordo, velitel další skupiny partyzánů, která je prozrazena a do jednoho pobita.
Svůj úkol, zničit v pravý okamžik strategický most, skupina přes několik padlých splní. Sám Robert Jordan je však v samém závěru knihy raněn a ponechán na vlastní žádost na místě, aby byl ještě užitečný tím, že zdrží pronásledující vojáky. Velitel pronásledující jednotky je v mezičase vykreslen jako čestný a rozumný voják, Jordanův vrstevník, který by klidně mohl být na jeho místě, ale narodil se "na druhé straně".
Kniha končí v okamžiku, když má umírající Robert Jordan na mušce velitele fašistů, není jasné, jestli ho Robert dokáže zastřelit dřív než ho opustí poslední zbytky sil.
Celý děj se odehrává během tří dnů.

## Filmová adaptace
- Komu zvoní hrana (org. For Whom the Bell Tolls) – americké romantické, válečné drama režiséra Sama Wooda z roku 1943.

## Česká vydání
- Komu zvoní hrana. [s.l.]: František Borový, 1946. 600 s. Překlad Alena Sonková a Zora Zinková
- Komu zvoní hrana. [s.l.]: Naše vojsko, 1958. 469 s. Překlad Alois Humplík
- Komu zvoní hrana. [s.l.]: Mladá fronta, 1962. 450 s. Překlad Jiří Valja
- Komu zvoní hrana. [s.l.]: Odeon, 1970. 436 s. Překlad Jiří Valja
- Komu zvoní hrana. [s.l.]: Svoboda, 1977. 515 s. Překlad Jiří Valja
- Komu zvoní hrana. [s.l.]: Naše Vojsko, 1982. 406 s. Překlad Jiří Valja
- Komu zvoní hrana. [s.l.]: Vyšehrad, 1987. 400 s. Překlad Jiří Valja
- Komu zvoní hrana. Praha: Knižní klub, 2000. 480 s. ISBN 80-242-0390-1. Překlad Jiří Valja
- Komu zvoní hrana. Praha: Odeon, 2016. 520 s. ISBN 978-80-207-1682-8. Překlad Jiří Valja